# Anacolosa ilicoides
Anacolosa ilicoides là một loài thực vật có hoa trong họ Olacaceae. Loài này được Mast. mô tả khoa học đầu tiên năm 1875.